# Heteroscorpion opisthacanthoides
Heteroscorpion opisthacanthoides är en skorpionart som först beskrevs av Kraepelin 1896.  Heteroscorpion opisthacanthoides ingår i släktet Heteroscorpion och familjen Heteroscorpionidae. Inga underarter finns listade i Catalogue of Life.